# Jack McConnell
Pour les articles homonymes, voir McConnell.
 (septembre 2019).
Si vous disposez d'ouvrages ou d'articles de référence ou si vous connaissez des sites web de qualité traitant du thème abordé ici, merci de compléter l'article en donnant les références utiles à sa vérifiabilité et en les liant à la section « Notes et références ».
Jack Wilson McConnell, baron McConnell de Glenscorrodale, né le 30 juin 1960 à Irvine dans le Nord Ayrshire, membre du Parlement écossais, membre de la Chambre des lords, est un homme d'État écossais, chef du Parti travailliste en Écosse et Premier ministre de 2001 à 2007.

## Biographie

### Jeunesse et formation
Il est né à Irvine et grandit dans une ferme où l'on élève des moutons près de Lamlash sur l'Île d'Arran. À l'âge de seize ans, il adhère au Parti national écossais (SNP) qu'il quitte quelques années plus tard, en désaccord avec les indépendantistes écossais. Il fréquente le lycée d'Arran puis prépare un diplôme d'enseignant à l'université de Stirling où il est élu président de l'association des étudiants (après trois candidatures malheureuses). Diplômé en 1983, il commence à travailler en tant que professeur de mathématique à l'académie Lornshill à Alloa dans le Clackmannanshire. L'année suivante, il commence une carrière politique en se faisant élire conseiller du  district de Stirling (Stirling District Council), fonction qu'il occupe pendant huit ans. Il est trésorier de 1988 à 1992 avant de devenir premier conseiller (1990 - 1992).

### Carrière politique

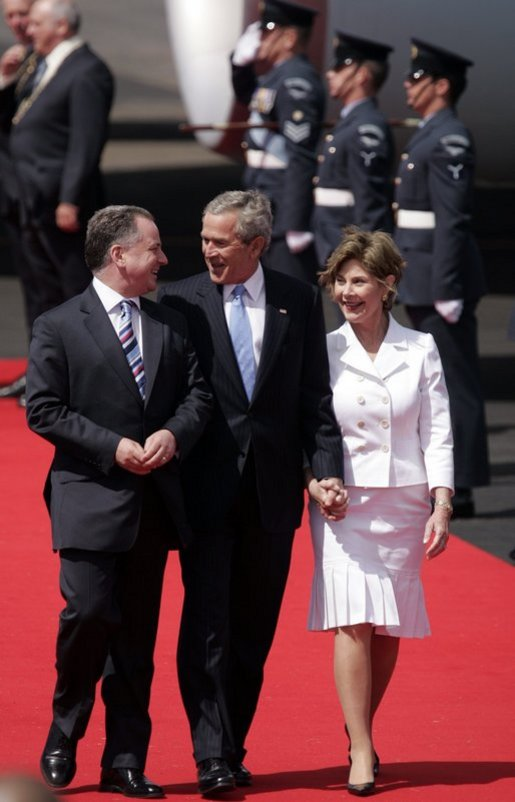
Jack McConnell en compagnie de George Bush et de son épouse le 6 juillet 2005 à l'aéroport de Glasgow-Prestwick.

Il devient secrétaire général du Parti travailliste écossais en 1992. Il se fait connaître par sa contribution à la victoire aux élections de 1997, où le raz de marée travailliste balaie les députés conservateurs. Le Parti travailliste écossais et le Parti national écossais s'unissent pour rafler tous les sièges aux députés conservateurs en Écosse. En 1998, il travaille dans la commission chargée de la constitution de l'Écosse (Scottish Constitutional Convention ) et devient un des pionniers du référendum sur la dévolution des pouvoirs qui instaure le nouveau Parlement écossais.
Il est élu membre de ce parlement lors des premières élections écossaises en 1999. Il est nommé ministre des Finances du nouveau gouvernement autonome par le Premier ministre en titre, Donald Dewar. À la mort de ce dernier en 2000, il se présente contre Henry McLeish au poste de Premier ministre. Mis en ballotage, il perd l'élection mais devient ministre de l'Éducation, de l'Europe et des Affaires extérieures. McLeish doit se retirer à la suite d'un scandale et McConnell devient Premier ministre, le 22 novembre 2001 sans aucune opposition. Réélu en 2003, il demeure en fonction jusqu'en 2007, quand le Parti national écossais remporte les élections législatives.
Le 28 juin 2010, il est créé pair à vie dans la pairie du Royaume-Uni en tant que baron McConnell de Glenscorrodale, de l'île d'Arran dans la région de lieutenance d'Ayrshire and Arran. Il peut ainsi siéger à la Chambre des lords.

## Polémiques

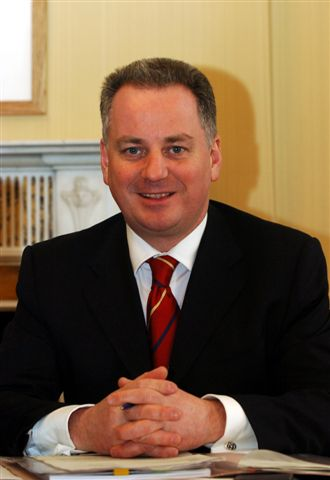
Jack McConnell a été élu Premier ministre d'Écosse en 2001.

McConnell étonne beaucoup en révélant qu'il a été infidèle à sa femme Bridget au moment où il annonce sa candidature. Il espère éviter que l'affaire ne soit ébruitée par les médias pendant sa campagne.
Son premier remaniement ministériel est critiqué car il s'attaque surtout aux ministres fidèles à McLeish et à d'autres  personnalités du parti. Le quotidien le Sun le surnomme « Jack l'éventreur », premier d'une longue série de surnoms, dont Jumping Jack Flash en raison de sa personnalité flamboyante qui contraste avec celle de son prédécesseur, Union Jack, et enfin Jack the lad, peut-être à cause de ses qualités de tribun et de débatteur, ou en référence ironique à son extraordinaire aplomb.
En 2006, il provoque une polémique dans la presse de Londres en affirmant qu'il soutiendra l'équipe de Trinité-et-Tobago lors de la coupe du monde en Allemagne plutôt que l'équipe anglaise.
Il est critiqué pour avoir eu plusieurs fois recours à la motion Sewell qui permet de court-circuiter le parlement écossais et de renvoyer les décisions législatives devant le parlement de Westminster.